# Johannes Mario Simmel

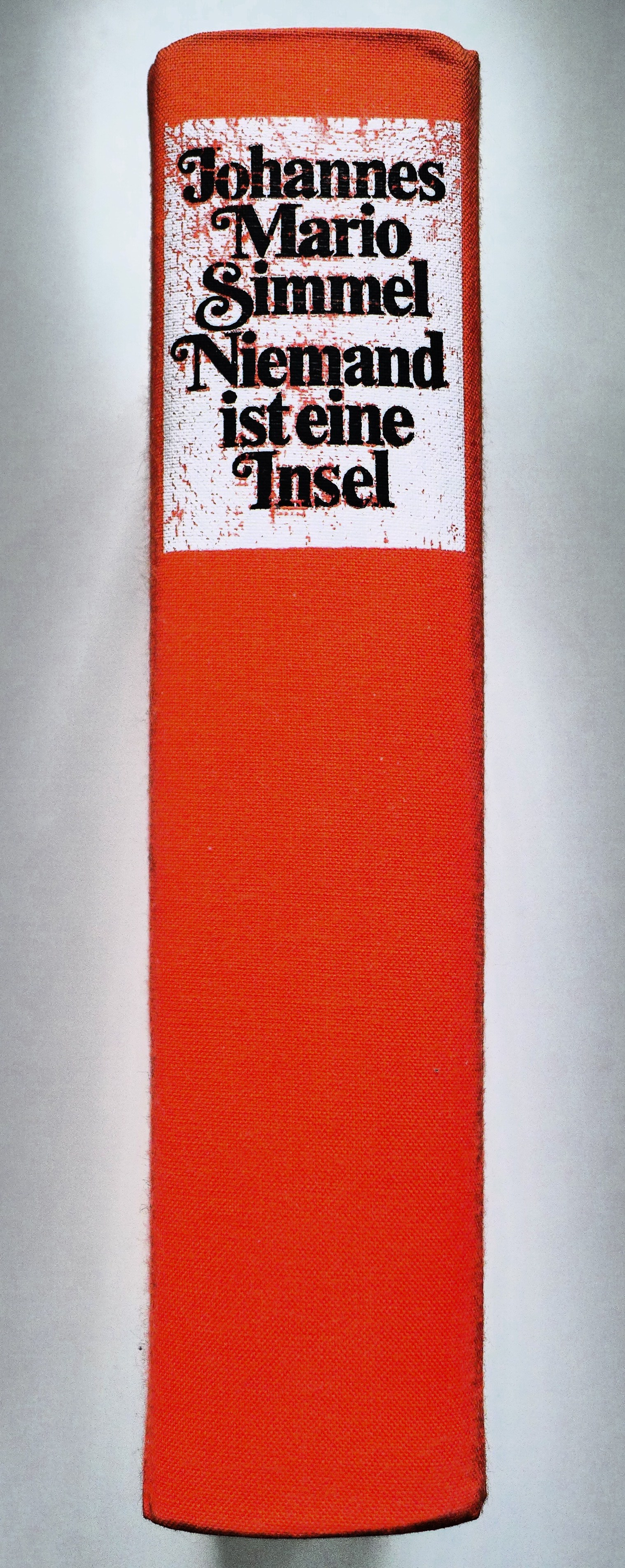
Simmel, Johannes Mario. Niemand ist eine Insel.

Johannes Mario Simmel (7. dubna 1924, Vídeň – 1. ledna 2009, Lucern, Švýcarsko) byl rakouský spisovatel společenských románů.

## Život
Simmelovi rodiče pocházeli z Hamburku. Jeho otec Walter Simmel byl chemik, jeho matka Lisa rozená Schneiderová byla lektorka. Otec uprchl kvůli židovskému původu do Londýna, jeho příbuzní byli zavražděni v koncentračních táborech.
Simmel strávil dětství v Rakousku a v Anglii, maturitu složil z chemického inženýrství.
Po druhé světové válce pracoval nejdříve jako novinář, překladatel a tlumočník americké vojenské správy v Rakousku. Při práci v deníku „Welt am Abend“ psal jako kulturní redaktor filmové kritiky a fejetony. Roku 1947 publikoval svoji první sbírku novel pod názvem Setkání v mlze (v originále Begegnung im Nebel). Poté se uplatnil jako redaktor novin ve Vídni a Mnichově.
Mezi lety 1950 a 1962 napsal sám nebo s různými autory celkem 22 filmových scénářů. Po jeho prvním velkém úspěchu Nemusí být vždycky kaviár (v originále Es muss nicht immer Kaviar sein, 1960) se začal věnovat především psaní populárních románů, pokaždé s aktuálním společensko-politickým tématem jako je násilí, obchod s drogami nebo manipulace s geny.
Od 50. let žil ve Starnbergu v Bavorsku, později ve Švýcarsku. Postupem času se stal značně populárním, jeho romány byly přeloženy do 25 jazyků, přes 10 jich bylo zfilmováno (mnohé z nich byly režírovány Alfredem Vohrerem a Rolandem Klickem).
Simmelovy práce byly označovány kritikou dlouhou dobu jako „obyčejná literatura“. Teprve s románem A s klauny přišly slzy (v originále Doch mit den Clowns kamen die Tränen, 1987) našel celkové uznání.
Simmel měl kladný vztah k české kultuře, díky své chůvě také mluvil částečně česky.

## Vyznamenání
- Čestný kříž Za vědu a umění I. třídy (1992, Rakousko)
- velká čestná dekorace ve stříbře Čestného odznaku Za zásluhy o Rakouskou republiku (2004, Rakousko)[4]

## Dílo

### Romány
- Divím se, že jsem tak veselý (Mich wundert, dass ich so fröhlich bin, 1949)
- Tajný chléb (Das geheime Brot, 1950)
- Všechno přiznávám, všechno (Ich gestehe alles, 1952)
- Bůh chrání milence (Gott schützt die Liebenden, 1957)
- Aféra Niny B (Affäre Nina B., 1958)
- Nemusí být vždycky kaviár (Es muss nicht immer Kaviar sein, 1960)
- Svůj kalich hořkosti (Bis zur bitteren Neige, 1962)
- Láska je jen slovo (Liebe ist nur ein Wort, 1963)
- S láskou k vlasti nejdál dojdeš (Lieb Vaterland, magst ruhig sein, 1965)
- Všichni lidé bratry jsou (Alle Menschen werden Brüder, 1967)
- A Jimmy šel za duhou (Und Jimmy ging zum Regenbogen, 1970)
- Z čeho jsou utkány sny (Der Stoff, aus dem die Träume sind, 1971)
- Jen vítr to ví (Die Antwort kennt nur der Wind, 1973)
- Nikdo není ostrov (Niemand ist eine Insel, 1975)
- Hurá, ještě žijeme (Hurra wir leben, 1978)
- Mějte naději (Wir heißen euch hoffen, 1980)
- Nechte prosím kytky žít (Bitte, lasst die Blumen leben, 1983)
- Ve tmě jsou jen temný stín (Die im Dunkeln sieht man nicht, 1985)
- A s klauny přišly slzy (Doch mit den Clowns kamen die Tränen, 1987)
- Na jaře zazpívá skřivan naposledy (Im Frühling singt zum letztenmal die Lerche, 1990)
- I když se směju, musím plakat (Auch wenn ich lache, muss ich weinen, 1993)
- Sni svůj bláhový sen (Träum den unmöglichen Traum, 1996)
- Muž, který maloval mandlovníky (Der Mann, der die Mandelbäumchen malte, 1998)
- Láska je poslední most (Liebe ist die letzte Brücke, 1999)

### Soubory krátké prózy
Krátké povídky, eseje, úvahy, zprávy.
- Dvaadvacet centimetrů něžnosti (Zweiundzwanzig Zentimeter Zärtlichkeit, 1979)
- Země zůstane ještě dlouho mladá (Die Erde bleibt noch lange jung, 1981)
- Setkání v mlze (Begegnung im Nebel, 1994)

### Próza pro děti
- Seznam děl v Souborném katalogu ČR, jejichž autorem nebo tématem je Johannes Mario Simmel
- Autobus velký jako svět (Ein Autobus, gross wie die Welt, 1976)
- Plakat přísně zakázáno (Weinen streng verboten, 1977)
- Moje matka se to nesmí nikdy dozvědět (Meine Mutter darf es nie erfahren, 1981)